# Divizia A1 (herrvolleyboll, Rumänien)
Divizia A1 är den högsta serien i volleyboll för herrar i Rumänien och den som utser de rumänska mästarna. I serien spelar tolv lag. Som de flesta andra högstaserier i volleyboll består den av en grundserie följt av cupspel för mästerskapet. Den näst högsta serien är Divizia A2.

## Resultat per år[1]
| 1948-49 mer information | CFR București             | -                         | -                         |              |              |
| 1949-50 mer information | Locomotiva CFR București  | -                         | -                         |              |              |
| 1950-51 mer information | CCA București             | -                         | -                         |              |              |
| 1951-52 mer information | CCA București             | -                         | -                         |              |              |
| 1952-53 mer information | CS Dinamo București       | -                         | -                         |              |              |
| 1953-54 mer information | CCA București             | -                         | -                         |              |              |
| 1954-55 mer information | Locomotiva CFR București  | -                         | -                         |              |              |
| 1955-56 mer information | Locomotiva CFR București  | -                         | -                         |              |              |
| 1956-57 mer information | CCA București             | -                         | -                         |              |              |
| 1957-58 mer information | CS Dinamo București       | -                         | -                         |              |              |
| 1958-59 mer information | CS Rapid București        | -                         | -                         |              |              |
| 1959-60 mer information | CS Rapid București        | -                         | -                         |              |              |
| 1960-61 mer information | CS Rapid București        | -                         | -                         |              |              |
| 1961-62 mer information | CS Rapid București        | -                         | -                         |              |              |
| 1962-63 mer information | CS Rapid București        | -                         | -                         |              |              |
| 1963-64                 | Ej genomförd              | Ej genomförd              | Ej genomförd              | Ej genomförd | Ej genomförd |
| 1964-65 mer information | CS Rapid București        | -                         | -                         |              |              |
| 1965-66 mer information | CS Rapid București        | -                         | -                         |              |              |
| 1966-67 mer information | CSA Steaua București      | -                         | -                         |              |              |
| 1967-68 mer information | CSA Steaua București      | -                         | -                         |              |              |
| 1968-69 mer information | CSA Steaua București      | -                         | -                         |              |              |
| 1969-70 mer information | CSA Steaua București      | -                         | -                         |              |              |
| 1970-71 mer information | CSA Steaua București      | -                         | -                         |              |              |
| 1971-72 mer information | CS Dinamo București       | -                         | -                         |              |              |
| 1972-73 mer information | CS Dinamo București       | -                         | -                         |              |              |
| 1973-74 mer information | CS Dinamo București       | -                         | -                         |              |              |
| 1974-75 mer information | CS Dinamo București       | -                         | -                         |              |              |
| 1975-76 mer information | CS Dinamo București       | -                         | -                         |              |              |
| 1976-77 mer information | CS Dinamo București       | -                         | -                         |              |              |
| 1977-78 mer information | CSA Steaua București      | -                         | -                         |              |              |
| 1978-79 mer information | CS Dinamo București       | -                         | -                         |              |              |
| 1979-80 mer information | CS Dinamo București       | -                         | -                         |              |              |
| 1980-81 mer information | CS Dinamo București       | -                         | -                         |              |              |
| 1981-82 mer information | CS Dinamo București       | -                         | -                         |              |              |
| 1982-83 mer information | CS Dinamo București       | -                         | -                         |              |              |
| 1983-84 mer information | CS Dinamo București       | -                         | -                         |              |              |
| 1984-85 mer information | CS Dinamo București       | CSA Steaua București      | SCM Universitatea Craiova |              |              |
| 1985-86 mer information | CSA Steaua București      | -                         | -                         |              |              |
| 1986-87 mer information | CSA Steaua București      | -                         | -                         |              |              |
| 1987-88 mer information | CSA Steaua București      | CS Dinamo București       | SCM Universitatea Craiova |              |              |
| 1988-89 mer information | CSA Steaua București      | CS Dinamo București       | SCM Universitatea Craiova |              |              |
| 1989-90 mer information | CSA Steaua București      | -                         | -                         |              |              |
| 1990-91 mer information | CSA Steaua București      | -                         | -                         |              |              |
| 1991-92 mer information | CS Dinamo București       | -                         | -                         |              |              |
| 1992-93 mer information | Universitatea Baia Mare   | -                         | -                         |              |              |
| 1993-94 mer information | CS Dinamo București       | -                         | -                         |              |              |
| 1994-95 mer information | CS Dinamo București       | -                         | -                         |              |              |
| 1995-96 mer information | Universitatea Cluj Napoca | -                         | -                         |              |              |
| 1996-97 mer information | Elcond Zalău              | -                         | -                         |              |              |
| 1997-98 mer information | Elcond Zalău              | -                         | -                         |              |              |
| 1998-99 mer information | Elcond Zalău              | -                         | -                         |              |              |
| 1999-00 mer information | Petrolul Ploiești         | -                         | -                         |              |              |
| 2000-01 mer information | Petrolul Ploiești         | -                         | -                         |              |              |
| 2001-02 mer information | Petrolul Ploiești         | -                         | -                         |              |              |
| 2002-03 mer information | VC Tulcea                 | -                         | -                         |              |              |
| 2003-04 mer information | VC Tulcea                 | -                         | -                         |              |              |
| 2004-05 mer information | VC Tulcea                 | -                         | -                         |              |              |
| 2005-06 mer information | Petrolul Ploiești         | CVM Tomis Constanța       | CS Dinamo București       |              |              |
| 2006-07 mer information | CVM Tomis Constanța       | CS Dinamo București       | VC Unic Piatra Neamț      |              |              |
| 2007-08 mer information | CVM Tomis Constanța       | VC Unic Piatra Neamț      | CS Dinamo București       |              |              |
| 2008-09 mer information | CVM Tomis Constanța       | CS Dinamo București       | VC Unic Piatra Neamț      |              |              |
| 2009-10 mer information | Remat Zalău               | CVM Tomis Constanța       | CS Dinamo București       |              |              |
| 2010-11 mer information | Remat Zalău               | Universitatea Baia Mare   | CS Dinamo București       |              |              |
| 2011-12 mer information | Remat Zalău               | CVM Tomis Constanța       | CS Dinamo București       |              |              |
| 2012-13 mer information | CVM Tomis Constanța       | SCM Universitatea Craiova | Remat Zalău               |              |              |
| 2013-14 mer information | CVM Tomis Constanța       | Zalău                     | CS Dinamo București       |              |              |
| 2014-15 mer information | CVM Tomis Constanța       | Zalău                     | SCM Universitatea Craiova |              |              |
| 2015-16 mer information | SCM Universitatea Craiova | Zalău                     | CS Arcada Galați          |              |              |
| 2016-17 mer information | Zalău                     | SCM Universitatea Craiova | CS Arcada Galați          |              |              |
| 2017-18 mer information | Tricolorul LMV Ploiești   | CS Arcada Galați          | CSA Steaua București      |              |              |
| 2018-19 mer information | CS Arcada Galați          | Zalău                     | SCM Universitatea Craiova |              |              |
| 2019-20 mer information | CS Arcada Galați          | SCM Universitatea Craiova | CS Dinamo București       |              |              |
| 2020-21 mer information | CS Arcada Galați          | SCM Zalău                 | SCM Universitatea Craiova |              |              |
| 2021-22 mer information | CS Arcada Galați          | CS Dinamo București       | SCM Universitatea Craiova |              |              |
| 2022-23 mer information | CS Arcada Galați          | CSA Steaua București      | SCM Universitatea Craiova |              |              |

## Resultat per klubb
| Lag                       | Antal titlar | Säsonger |
| ------------------------- | ------------ | --- |
| CS Dinamo București       | 18           | 1952-53, 1957-58, 1971-72, 1972-73, 1973-74, 1974-75, 1975-76, 1976-77, 1978-79, 1979-80, 1980-81, 1981-82, 1982-83, 1983-84, 1984-85, 1991-92, 1993-94, 1994-95 |
| CSA Steaua București      | 16           | 1950-51, 1951-52, 1953-54, 1956-57, 1966-67, 1967-68, 1968-69, 1969-70, 1970-71, 1977-78, 1985-86, 1986-87, 1987-88, 1988-89, 1989-90, 1990-91                   |
| CS Rapid București        | 11           | 1948-49, 1949-50, 1954-55, 1955-56, 1958-59, 1959-60, 1960-61, 1961-62, 1962-63, 1964-65, 1965-66                                                                |
| CS Remat Zalău            | 7            | 1996-97, 1997-98, 1998-99, 2009-10, 2010-11, 2011-12, 2016-17 |
| CVM Tomis Constanța       | 6            | 2006-07, 2007-08, 2008-09, 2012-13, 2013-14, 2014-15 |
| CS Arcada Galați          | 5            | 2018-19, 2019-20, 2020–21, 2021-22, 2022-23 |
| Petrolul Ploiești         | 4            | 1999-00, 2000-01, 2001-02, 2005-06 |
| VC Tulcea                 | 3            | 2002-03, 2003-04, 2004-05 |
| Universitatea Baia Mare   | 1            | 1992-93 |
| Universitatea Cluj Napoca | 1            | 1995-96 |
| SCM Universitatea Craiova | 1            | 2015-16 |
| Tricolorul LMV Ploiești   | 1            | 2017-18 |